# Rivolta contro il mondo moderno
Rivolta contro il mondo moderno è un libro del filosofo e pensatore tradizionale Julius Evola, considerato unanimemente la sua opera più importante. Pubblicata per la prima volta dall'editore Hoepli di Milano nel 1934, è stata successivamente tradotta in varie lingue.

## L'opera
Il libro si pone come «uno studio di morfologia delle civiltà e di filosofia della storia». Il termine rivolta, stando a come dice lo stesso Evola, non corrisponderebbe al contenuto: «perché non si tratta di uno scritto polemico, l'istanza polemica, la "rivolta", se mai, è implicita, è una ovvia conseguenza». In realtà però l'opera è una critica effettiva a quello che Evola definisce il mondo moderno, ormai caratterizzato dall'egemonia statunitense e sovietica nonché da un diffuso materialismo, inteso da Evola come la mancanza di considerazione per il mondo magico e sovrannaturale al di fuori delle professioni di fede della religione, e dalla democrazia. 
A questo mondo moderno Evola contrappone il mondo "tradizionale", caratterizzato dall'uomo della tradizione, un essere innatamente superiore agli altri esseri umani per le sue virtù e per la capacità di porsi da tramite col mondo invisibile. Lo stesso Evola spiega che per "tradizione" non si deve intendere tanto un semplice conservatorismo facente parte il complesso delle memorie, notizie e testimonianze trasmesse da una generazione all'altra, ma che il termine debba essere interpretato in chiave spirituale-esoterica facendo parte non di una realtà del passato, ma di una ideale epoca a-storica o meglio super-storica.
L'opera è suddivisa in due parti: la prima si intitola Il mondo della tradizione, la seconda Genesi e volto del mondo moderno.

### Il mondo della tradizione
La prima parte è interamente dedicata ad una esposizione comparata delle dottrine e delle simbologie di quelle civiltà antiche definite dall'autore "tradizionali" in cui vengono indicati i principi fondamentali in base ai quali secondo Evola si manifesterebbe la regalità dell'uomo "tradizionale": la dottrina delle due nature, l'esistenza di un ordine fisico e di uno metafisico, e la rivalutazione della necessità di una società organizzata tramite un ordine castale.
Segue l'indicazione del modo con cui l'uomo della tradizione concepisce il diritto, la legge, la guerra, la proprietà, le relazioni fra i sessi, l'immortalità e la razza.

### Genesi e volto del mondo moderno
La seconda parte contiene invece un'interpretazione della storia su base tradizionale: si parte dalle origini dell'uomo per arrivare al concetto moderno di evoluzione in senso darwiniano che, secondo la tradizione, è considerato invece un regresso, un'involuzione.
L'autore traccia un affresco della storia letta secondo lo schema ciclico tradizionale delle quattro età: oro, argento, bronzo e ferro nella tradizione occidentale (Esiodo), corrispondenti a satya, treta, dvapara e kali yuga in quella orientale (induismo).

### Conclusioni
Nelle conclusioni, Evola descrive una possibile soluzione a quest'epoca di decadenza, nella quale solo una forza potrebbe salvare l'Occidente, non il cattolicesimo ma un «ritorno allo spirito tradizionale in una nuova coscienza ecumenica europea», rappresentata per Evola in nuce dalla Germania nazista e dall'Italia fascista: «solo il futuro saprà dirci fino a che punto in queste realtà sia presente anche il germe di un rinnovamento in senso superiore e trascendente, di una insofferenza radicale, di una rivolta definitiva contro il mondo moderno».
Nelle edizioni del dopoguerra queste conclusioni sono state opportunatamente modificate non facendo alcun riferimento a regimi politici, governi o società ma al singolo individuo.

## Le edizioni diRivolta

### In Italia
- I ed.: Ulrico Hoepli Editore, Milano, 1934
- II ed. riveduta ed ampliata: Fratelli Bocca Editori, Milano, 1951
- III ed. riveduta: Edizioni Mediterranee, Roma, 1969
- Ristampe: 1974, 1976, 1978, 1980, 1982, 1984, 1993, 1995, 1996, 1997
- IV ed. corretta: Edizioni Mediterranee, Roma, 1998

### All'estero
- Ed. tedesca rielaborata: Erhebung wider die moderne Welt, Deutsche Verlags-Anstalt, Berlino-Stoccarda, 1935
- Ed. canadese: Révolte contre le monde moderne, Les Editions de l'Homme, Montreal, 1972
- Ed. svizzera aggiornata: Revolte gegen die moderne Welt, Ansata-Verlag, Interlaken, 1982
- Ed. francese: Révolte contre le monde moderne, Éditions L'Âge d'Homme, Parigi-Losanna, 1992
- Ed. svizzera (anastatica): Revolte gegen die moderne Welt, Arun-Verlag, Vilsbiburg, 1993
- Ed. argentina: Rebelión contra el mundo moderno, Ediciones Heracles, Buenos Aires, 1994
- Ed. turca: Modern Dünyaya Baskaldiri, Insan Yayinlari, Istanbul, 1994
- Ed. americana: Revolt against the Modern World, Inner Traditions International, Richester (Vermont), 1994
- Ed. ungherese: Lázadás a modern világ ellen, Kötet Kiadó, Budapest, 1997
- Ed. tedesca aggiornata: Revolte gegen die moderne Welt, Arun-Verlag, Engerda, 1997